# Anaesthetis testacea

Anaesthetis testacea је врста инсекта из реда тврдокрилаца (Coleoptera) и породице стрижибуба (Cerambycidae). Сврстана је у потпородицу Lamiinae.

## Распрострањеност
Врста је распрострањена на подручју Европе, Русије, Мале Азије и Казахстана. У Србији се среће ретко.

## Опис
Тело је црне боје, покривено финим длачицама, које су са горње стране жуте, а са доње стране сивкасте. Пронотум је црн или црвеносмеђ, а на елитронима су црвено-жуто-смеђе длачице. Дужина тела је од 5 до 10 mm.

## Биологија
Животни циклус траје од једне до две године. Ларва се развија у трулим стаблима и гранама. Адулти се налазе на тањим гранама, активни су у сумрак и долећу на светло. Као биљка домаћин јављају се храст (Quercus), орах (Juglans), кестен (Castanea), липа (Tilia), леска (Corylus), купина (Rubus), врба (Salix) и јова (Alnus). Одрасле јединке се јављају у периоду од маја до августа. 

## Синоними
- Saperda testacea Fabricius, 1781
- Cerambyx testaceus (Fabricius) Villers, 1789 nec Linnaeus, 1758
- Leptura fusca Geoffroy, 1785
- Saperda livida Herbst, 1784
- Cerambyx lividus (Herbst) Gmelin, 1790
- Cerambyx (Saperda) teutonicus Gmelin, 1790